# John Lyon (bokser)
John Patrick Lyon (ur. 9 marca 1962 w St Helens) − angielski bokser, złoty medalista Igrzysk Wspólnoty Narodów w roku 1986 oraz srebrny w roku 1982, złoty medalista Mistrzostw Wspólnoty Narodów 1983 w Belfaście, reprezentant Wielkiej Brytanii na Letnich Igrzyskach Olimpijskich 1984 w Los Angeles oraz na Letnich Igrzyskach Olimpijskich 1988 w Seulu, wielokrotny mistrz Wielkiej Brytanii.

## Igrzyska Wspólnoty Narodów
Igrzyska Wspólnoty Narodów 1982 w Brisbane były pierwszymi, w których Lyon wziął udział. W ćwierćfinale kategorii papierowej pokonał na punkty Ghańczyka Amona Neequaye'a. W walce półfinałowej pokonał reprezentanta Suazi Leonarda Makhanyę, a w finałowym pojedynku przegrał na punkty z Kenijczykiem Brahimem Wachire, zdobywając srebrny medal w kategorii papierowej.
Na Igrzyskach Wspólnoty 1986 w Edynburgu zdobył złoty medal w kategorii muszej. W półfinale pokonał na punkty reprezentanta Kanady Steve’a Beaupre’a, awansując do finału ze swoim byłym rywalem z poprzednich igrzysk, Suazyjczykiem Leonardem Makhanyą. Lyon znokautował w finale rywala, wygrywając przez nokaut w drugiej rundzie.
Anglię reprezentował również na Igrzyskach Wspólnoty 1990 w Auckland, ale odpadł już w 1/8 finału, przegrywając na punkty (1:4) ze Szkotem Johnem McLeanem.

## Igrzyska olimpijskie
W 1984 reprezentował Wielką Brytanię w kategorii papierowej na Letnich Igrzyskach Olimpijskich 1984 w Los Angeles. W 1/16 finału pokonał na punkty (5:0) Alego Akomi. W 1/8 finału pokonał takim samym rezultatem reprezentanta Izraelu Jehudę Ben Chajjima. W ćwierćfinale przegrał na punkty (1:4) z reprezentantem gospodarzy, Amerykaninem Paulem Gonzalesem. W klasyfikacji generalnej zajął 5. miejsce.
W 1988 reprezentował Wielką Brytanię w kategorii muszej na Letnich Igrzyskach Olimpijskich 1988 w Seulu. Odpadł już w 1/32 finału, przegrywając z reprezentantem Turcji Ramazanem Gülem.